# Diplodia hederae
Diplodia hederae är en svampart som beskrevs av Leopold Fuckel 1870. 
Diplodia hederae ingår i släktet Diplodia, och familjen Botryosphaeriaceae. Inga underarter finns listade i Catalogue of Life.

## Bildgalleri

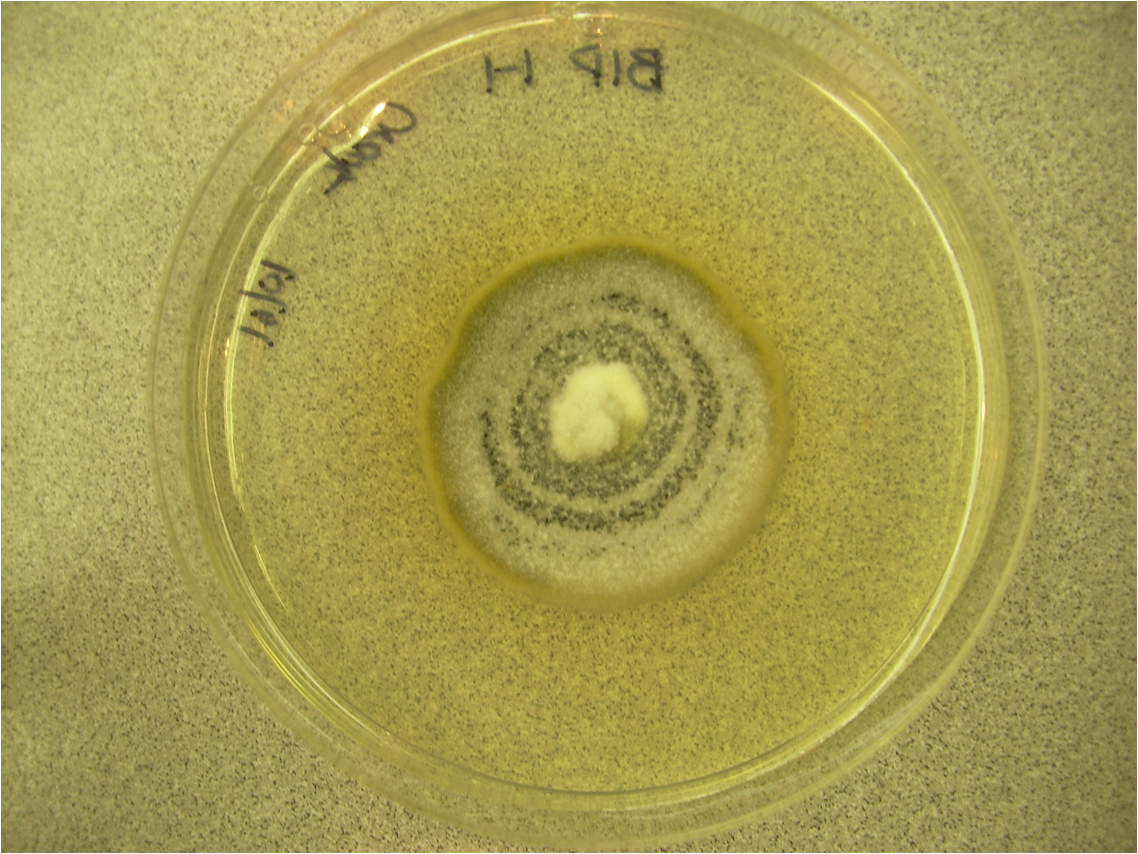
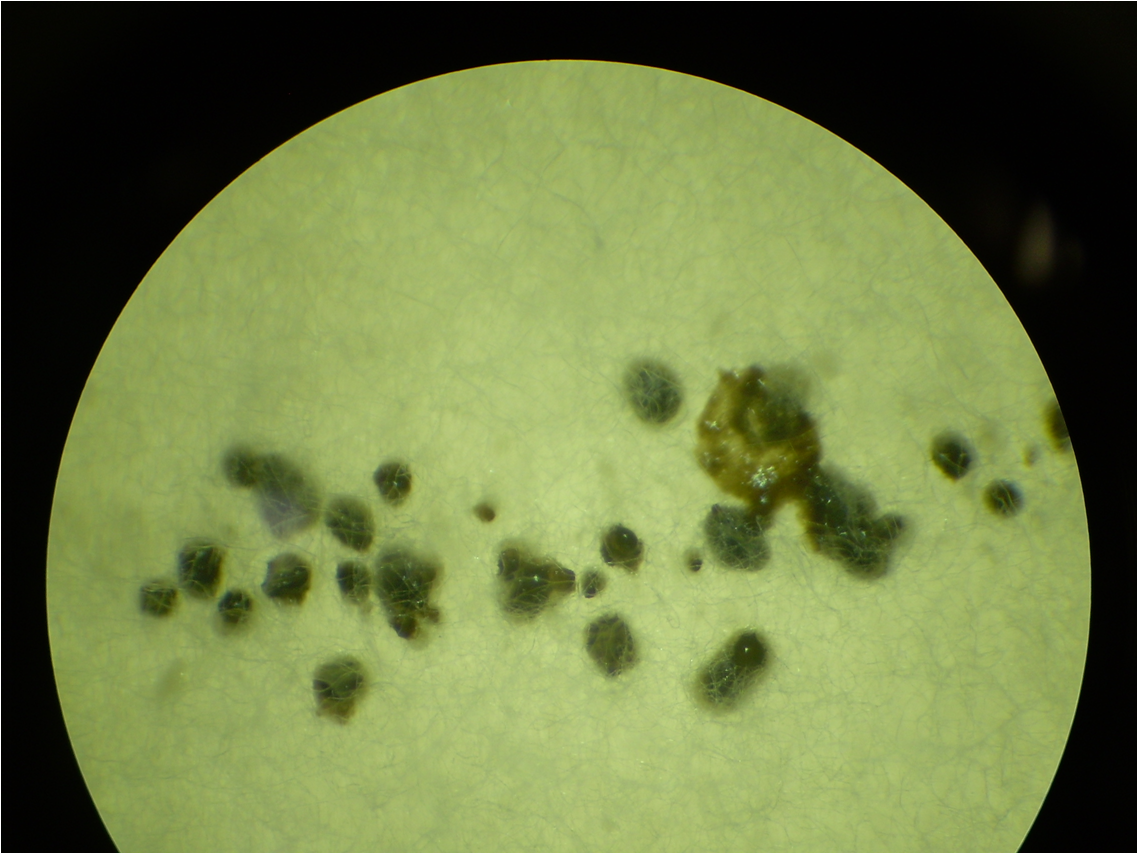
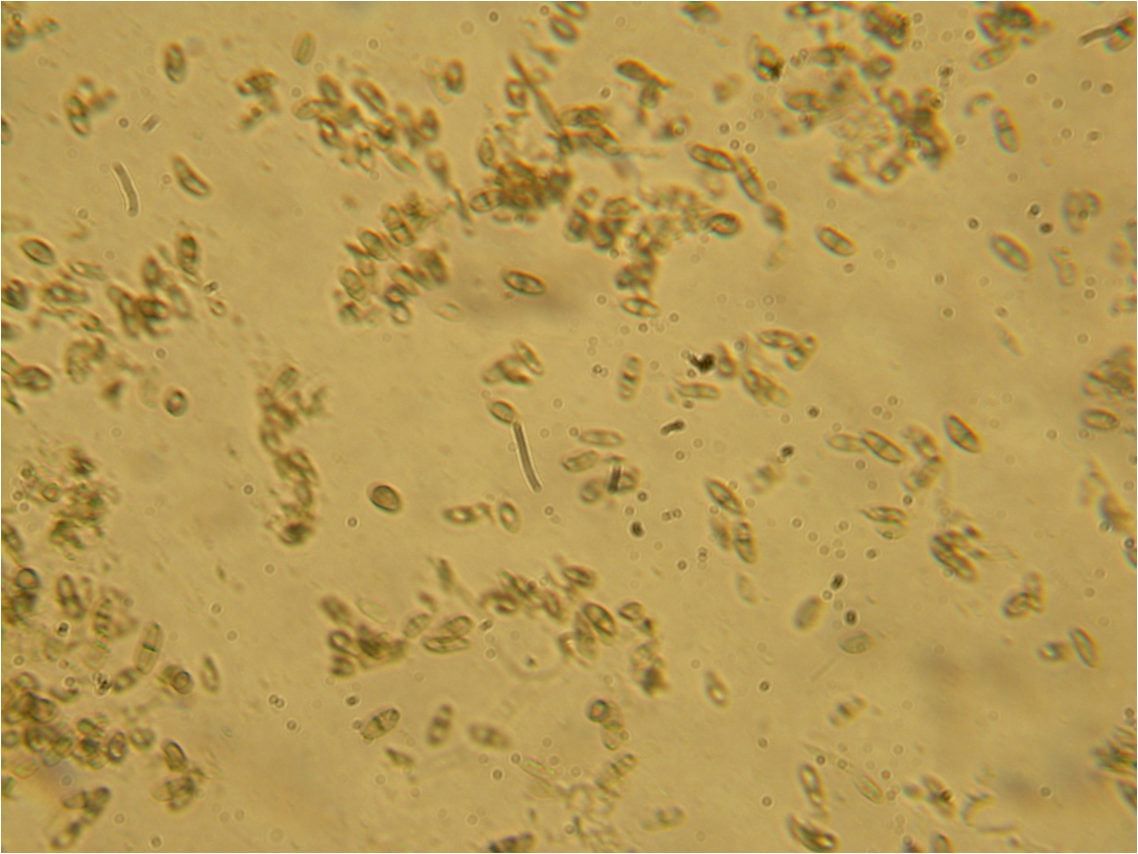